# Бетон (Ил и Вилен)
Бетон (фр. Betton) је насељено место у Француској у региону Бретања, у департману Ил и Вилен.
По подацима из 2011. године у општини је живело 10.085 становника, а густина насељености је износила 377,29 становника/km².

## Демографија
| 1990. | 2011.  |
| ----- | ------ |
| 7.013 | 10.085 |